# Penthophera caucasica
Penthophera caucasica är en fjärilsart som beskrevs av Franciscus J.M. Heylaerts 1887. Penthophera caucasica ingår i släktet Penthophera och familjen tofsspinnare. Inga underarter finns listade i Catalogue of Life.